# Рукн ад-Дин Гурсанджти
Рукн ад-Дин Гурсанджти (перс. رکن الدین گرسانجی‎, узб. Rukniddin Gursanjti; ок. 1206 — 1222) — хорезмийский царевич, сын хорезмшаха Мухаммеда и младший брат хорезмшаха Джелал-ад-Дина.

## Биография
Второй по старшинству сын хорезмшаха Мухаммеда, его мать была одной из любимых жён хорезмшаха. Прозвище Гурсанджти получил поскольку родился в день завоевания Гура. В 1217 году получил от отца во владение земли Ирака. По Насави был самым привлекательным из его сыновей по наружности и обладал великолепным почерком и еще юношей переписал собственноручно Коран. Он был щедр, справедлив и имел добрый нрав.
После назначения в Рее против него подняли мятеж местные эмиры. Подавив мятеж вместе с отцом, он простил заговорщиков и подарил им земельные владения, увеличив чмсло сторонников. 
В 1220 году, во время вторжения монголов вместе с отцом находился в крепости Фарразин (близ Эрака) с 30-тысячным войском, куда отец бежал и скрывался в Хамадане вместе с сыновьями. Рук-ад-Дин был разбит и бежал в Керман, где был в течение 9 месяцев, там он собирал налоги и правил землями.
В 1221 году, в Исфахане он получил известие, что его земли хочет захватить Джамал ад-Дин ал-Фарразини и для этого собирает войско. Собрав войско, захватил город и отдал его на разграбление солдатам, чем вызвал мятеж. Вскоре отправил войско для битвы с врагом, под руководством Карши-бека, но один из военачальников изменил, перейдя на сторону врага и войско отступило.
Узнав о приближении монголов, он с воинами заперся в крепости Устунаванд, которая оборонялась 6 месяцев. Когда крепость была захвачена монголами, Рукн ад-Дин и оставшиеся защитники были приведены в лагерь монголов, где они были убиты за отказ преклонить колени.